# Шоковий кварц

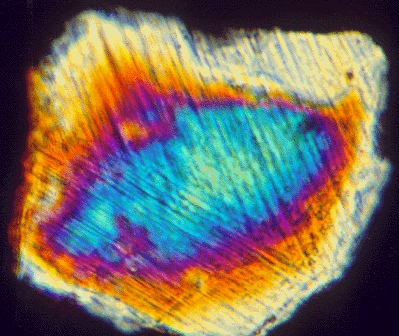
Ударні ламелі на мікрофотографії шокового кварцового зерна (0,13 мм у діаметрі), знайденого на глибині 820 ft у Чесапікському кратері.

Шоковий кварц — різновид кварцу з мікроскопічною структурою, яка відрізняється від звичайного кварцу. Під великим тиском (але за обмеженої температури) кристалічна структура кварцу деформується вздовж площин усередині кристала. Ці площини, які видно під мікроскопом як лінії, називають «площинними деформаційними характеристиками» або ударними ламелями.

## Відкриття
Вперше шоковий кварц було виявлено після підземного випробовування атомної бомби, де вибух викликав великий тиск, необхідний для формування шокового кварцу. Американський геолог Юджин Шумейкер показав, що шоковий кварц також трапляється в метеоритних кратерах, що утворилися внаслідок зіткнення з метеоритами, таких як кратер Баррінджера і кратер Чиксулуб. Наявність шокового кварцу доводить, що ці кратери утворилися саме в результаті падіння метеоритів — вулкан не спроможний створити необхідний тиск.

## Поширеність
Шоковий кварц трапляється в усьому світі, у тонкій крейдово–палеогеновій межі, яка розмежовує відкладення крейдового та палеогенового періоду. У тому ж шарі відзначено іридієву аномалію, що дало підстави Луїсу Альваресу висунути гіпотезу про те, що перехід між цими періодами був викликаний зіткненням Землі з одним чи кількома великими метеороїдами. Попри досить недавнє відкриття механізму утворення шокового кварцу, його було виявлено також у каменях будівлі в Баварському місті Нердліген, яке лежить в астроблемі Нордлінгер Рис.

## Структура
Шоковий кварц пов'язують із двома поліморфами високого тиску з діоксиду кремнію: коеситом і стишовітом. Ці поліморфи мають кристалічні структури дещо відмінні від звичайних кварцових. Така структура може бути сформована тільки під інтенсивним тиском (понад 2 гігапаскалі), але за помірних температур. Висока температура призводить до відпалювання кварцу назад у стандартну форму. Наявність коеситу зі стишовітом також свідчать про імпактні події або вибухи з високими енергіями (наприклад, ядерний вибух, падіння метеориту).